# Jasenik (Konjic, BiH)
Jasenik je naseljeno mjesto u općini Konjic, Federacija Bosne i Hercegovine, BiH.

## Stanovništvo

### 1991.
Nacionalni sastav stanovništva 1991. godine, bio je sljedeći:
ukupno: 410
- Muslimani – 364
- Hrvati – 45
- ostali, neopredijeljeni i nepoznato – 1

### 2013.
Nacionalni sastav stanovništva 2013. godine, bio je sljedeći:
ukupno: 187
- Bošnjaci – 179
- Hrvati – 8

## Vanjske poveznice
- Satelitska snimka  Arhivirana inačica izvorne stranice od 20. veljače 2021. (Wayback Machine)